# کالج کنکوردیا (مورهد، مینه‌سوتا)
کالج کنکوردیا (انگلیسی: Concordia College) یک کالج خصوصی است که در مورهد، مینه‌سوتا واقع شده‌است و در سال ۱۸۹۱ توسط مهاجران نروژی بنیان‌گذاری‌شده‌است.